# Cesare Previti
Cesare Previti (Reggio Calabria, 21 ottobre 1934) è un ex politico ed ex avvocato italiano, non più abilitato allo svolgimento della professione dal 2011. Ha ricoperto la carica di ministro della difesa nel governo Berlusconi I. Condannato in via definitiva nel 2006 per il processo IMI-SIR e nel 2007 per il processo Lodo Mondadori, è stato anche condannato all'interdizione perpetua dai pubblici uffici.

## Biografia
Nato il 21 ottobre del 1934 a Reggio Calabria, era figlio di Umberto Previti, un avvocato calabrese missino. Trasferitosi nella Capitale per gli studi universitari, in seguito alla laurea in giurisprudenza conseguita con lode all'Università La Sapienza nel 1956, diviene avvocato e si iscrive all'albo dell'Ordine degli avvocati nel 1958. In questo periodo Previti aderisce al Movimento Sociale Italiano.
Nel 1974 assiste professionalmente Anna Maria Casati Stampa nelle complesse questioni ereditarie, compresa la vendita della villa San Martino (villa di Arcore); era appartenuta al padre marchese Camillo Stampa, il quale era stato protagonista dello "scandalo Casati Stampa", nel 1970, per avere ucciso sua moglie, l'amante di lei e se stesso. Tutore della figlia del marchese era stato nominato il senatore Giorgio Bergamasco, amico di famiglia dei Casati Stampa.
Il prezzo della villa fu stabilito in 750 milioni di lire dell'epoca (pagati integralmente ab initio), in considerazione di alcune circostanze: il tetto era quasi interamente crollato; la villa era stata svuotata di tutti i mobili, gli arredi e le opere d'arte; su di essa era stata iscritta un'ipoteca dal fisco a garanzia del pagamento dell'imposta sulla successione. Per l'immobile era stata avanzata una sola altra proposta di acquisto, per un importo inferiore di 150 milioni di lire.
Nel 1990 venne eletto Presidente Generale della Polisportiva S.S. Lazio, carica che ha ricoperto fino al 1992.

## Carriera politica

### Senatore di Forza Italia

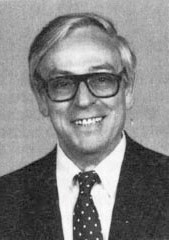
Cesare Previti nel 1994

Con la discesa in campo nella politica di Silvio Berlusconi, è stato uno dei primi esponenti di Forza Italia nel 1994, con cui alle elezioni politiche di quell'anno viene candidato al Senato della Repubblica nel collegio uninominale di Roma-Val Melaina, sostenuto dalla coalizione di centro-destra Polo del Buon Governo in quota forzista, dove viene eletto senatore con il 43,72% dei voti contro i candidati dei Progressisti, in quota Rifondazione Comunista, Franco Russo (35,59%) e dei Patto per l'Italia Vincenzo De Paola (11,4%). Nella XII legislatura della Repubblica è stato componente della 1ª Commissione Affari costituzionali e della 2ª Commissione Giustizia, oltre ad essere, i primi tempi per un breve periodo, capogruppo di Forza Italia al Senato.
Dopo la vittoria elettorale del centro-destra alle politiche del 1994 e il successivo incarico di formare un governo affidato a Silvio Berlusconi, lo stesso Berlusconi volle Previti come ministro di grazia e giustizia, ma trovando l'opposizione del Presidente della Repubblica Oscar Luigi Scalfaro lo propose come ministro della difesa. Il giorno successivo Previti giurò nelle mani del Presidente della Repubblica Scalfaro come Ministro nel primo governo Berlusconi, incarico che mantiene fino alla sua fine il 17 gennaio 1995.
La sua entrata nel governo rischiò di essere minata da uno scandalo che lo coinvolse: qualche sera dopo la conclusione delle elezioni politiche, si fece sorprendere in un'osteria romana mentre intonava canzoni del ventennio fascista. Quando si scoprì la vicenda, Berlusconi lo difese.

### Deputato alla Camera
Viene eletto deputato alla Camera nel collegio di Roma-Tomba di Nerone, sempre per Forza Italia, alle politiche del 1996 e del 2001, si trova al centro di un numero crescente di vicende giudiziarie relative a illeciti commessi in qualità di avvocato di Fininvest (ad esempio quelle correlate al cosiddetto Processo SME).
Alle elezioni politiche del 2006 viene ricandidato alla Camera, tra le liste di Forza Italia nella circoscrizione Lazio 1, venendo rieletto per la terza volta deputato.

### Dimissioni da deputato
Il 31 luglio 2007, la Camera dei deputati si riunisce per discutere la relazione della Giunta delle elezioni nella quale si proponeva di annullare, per motivi di ineleggibilità sopravvenute (in seguito alla condanna per il processo IMI-SIR di interdizione perpetua dai pubblici uffici), l'elezione del deputato Previti. Durante il dibattito Previti comunica in extremis di voler rassegnare le proprie dimissioni. L'assemblea ha sospeso l'esame della proposta della Giunta delle elezioni per discutere e accogliere con voto segreto le dimissioni.
Dal 29 agosto 2007 Previti può svolgere servizi sociali anziché stare agli arresti domiciliari, per la disposizione del tribunale di sorveglianza di Roma in applicazione del condono della pena consentito dall'indulto approvato nel 2006. Come attività può svolgere il servizio di consulente legale al Centro italiano di solidarietà (CEIS) dalle 7 alle 23.

### Radiazione e revoca del vitalizio
A maggio 2011 è stato radiato dall'Ordine degli avvocati, in seguito a un procedimento disciplinare cominciato nel 1999 e terminato con una sentenza della Corte suprema di cassazione.
Il 4 ottobre 2016 l'ufficio di Presidenza della Camera gli revoca il vitalizio parlamentare di cui aveva goduto fino ad allora, in base a una delibera assunta nel 2015 in materia, assieme ad altri 5 deputati (Toni Negri, Giuseppe Astone, Giuseppe Del Barone, Luigi Farace e Luigi Sidoti).
Ad agosto 2019 è stato operato d'urgenza nell'ospedale Rizzoli di Ischia per una occlusione intestinale, mentre era in vacanza in barca al largo dell'isola, a seguito di un intervento chirurgico per una appendicite acuta due settimane prima a Roma.

## Procedimenti giudiziari

### Processo SME

Cesare Previti

Nel 2000 Previti viene coinvolto in un'inchiesta per la corruzione di giudici del tribunale di Roma nel 1985, per far rigettare i ricorsi giudiziari del gruppo CIR nell'ambito della vicenda SME, i quali se accolti avrebbero danneggiato la cordata composta da Barilla, Ferrero e Fininvest.
Il 22 novembre 2003, dopo molti rinvii (comunque ininfluenti nel computo della prescrizione), il processo giunge alla sentenza di primo grado, in cui Previti viene condannato a 5 anni di reclusione, a fronte di una richiesta da parte dell'accusa di 11 anni.
Il 2 dicembre 2005 la Corte d'appello di Milano emette la sentenza di secondo grado, riconoscendolo colpevole di corruzione semplice e confermando la condanna di primo grado a 5 anni di reclusione.
Infine, il 30 novembre 2006 la Corte suprema di cassazione annulla entrambe le precedenti sentenze di merito relative al processo SME emesse dal tribunale di Milano, per incompetenza territoriale, ritenendo la commissione del fatto corruttivo verificatosi in Roma. Viene quindi disposto il trasferimento degli atti al tribunale di Perugia competente a giudicare i reati di competenza ordinaria del tribunale di Roma nei quali siano però coinvolti magistrati della capitale. L'anno seguente, su richiesta della procura competente, il GIP di Perugia archivia la vicenda per intervenuta prescrizione.

### Processo IMI-SIR
La sentenza di primo grado, emessa dalla IV sezione penale del Tribunale di Milano il 29 aprile 2003 lo ha riconosciuto colpevole condannandolo alla pena di undici anni di reclusione e all'interdizione perpetua dai pubblici uffici.
La sentenza è stata appellata e il 23 maggio 2005 la Corte di Appello di Milano lo ha condannato a sette anni di reclusione.
Il 4 maggio 2006 la Cassazione emette la sentenza definitiva, condannando Previti a 6 anni di reclusione per l'accusa di corruzione in atti giudiziari nell'ambito del processo IMI-SIR. Di fatto, Previti scontò a Rebibbia solo pochi giorni per effetto della legge ex Cirielli (approvata qualche mese prima, quando Previti era ancora effettivamente in carica).
Il 19 gennaio 2010 la Corte europea dei diritti dell'uomo ha dichiarato inammissibile il ricorso presentato da Previti.

### Compatibilità con la carica di deputato
In base alla sentenza di primo grado del processo IMI-SIR, Previti è stato condannato all'interdizione perpetua dai pubblici uffici, pena accessoria lasciata intatta dalla sentenza d'appello e confermata in via definitiva il 4 maggio 2006 dalla VI sezione della Corte di Cassazione.
Poiché il deputato Previti, al mese di luglio 2007, non ha mai presentato le sue dimissioni, è stato riconosciuto compito della Camera deliberare sulla sua deposizione dalla carica di deputato. Il 9 luglio la giunta per le elezioni della Camera, con il voto contrario dei rappresentanti dell'opposizione, ha approvato la proposta di decadenza, da sottoporre entro 20 giorni al voto dell'aula per la decisione finale.
La proposta di decadenza era in calendario per essere votata il 31 luglio 2007, ma prima che la votazione avesse inizio, il deputato forzista Elio Vito ha letto una dichiarazione di Previti che annunciava le proprie dimissioni. A questo punto la Camera dei deputati non ha più votato la decadenza del deputato, ma le sue dimissioni; queste sono state accettate con 462 voti favorevoli, 66 voti contrari e 6 astenuti.

### ProcessoLodo Mondadori
Il 13 luglio 2007, la II sezione penale della Cassazione ha reso definitiva la condanna a un anno e sei mesi per Cesare Previti, e altri imputati, inflitta in secondo grado. 
Dopo aver beneficiato dell'indulto, Cesare Previti ha scontato la pena sotto forma di affidamento ai servizi sociali. Ha prestato la sua opera presso il CeIS, il Centro italiano di solidarietà di don Mario Picchi.

### Causa contro Wikipedia
Il 30 gennaio 2013 Previti avvia una causa di querela contro la Wikimedia Foundation, fondazione senza fini di lucro che, tra le altre cose, gestisce Wikipedia, presso il tribunale civile di Roma, sostenendo che nella relativa voce enciclopedica che lo riguarda ci fossero informazioni inesatte e diffamanti, un "pettegolezzo pseudo giornalistico alimentato dall'opera di soggetti assolutamente inattendibili" (Wikimedia non dà informazioni più dettagliate su quale parte della voce fosse ritenuta diffamante).
Il 20 giugno 2013 il tribunale di Roma ha stabilito che Wikimedia non può essere ritenuta responsabile per la diffusione di contenuti presumibilmente diffamanti, come aveva richiesto Previti. Per la legge italiana, infatti, la fondazione è un fornitore di hosting – cioè di uno spazio online per pubblicare cose – e non di contenuti, per i quali la responsabilità cade sui singoli utenti che compilano e integrano le voci di Wikipedia.
Il 27 giugno Previti ha perso definitivamente la causa contro Wikipedia con effetto immediato.

### Altri procedimenti giudiziari
L'11 dicembre 2006 viene stabilita la data di un nuovo processo per calunnia a carico di Previti e di Giacomo Borrione, presidente del Comitato Nazionale per la Giustizia (organismo vicino a Forza Italia in Umbria). La vicenda riguarda una querela rivolta dai due presso il tribunale di Brescia contro i magistrati del tribunale di Milano, accusandoli di aver nascosto prove dell'innocenza di Silvio Berlusconi e altri imputati nella vicenda "toghe sporche".
In seguito all'indagine risultata nel proscioglimento dei magistrati, è stata disposta l'apertura di un fascicolo a carico di Previti e Borrione per il reato di calunnia, che ha portato al rinvio a giudizio di Previti con sentenza del Gip Eliana Genovese in data 16 novembre 2007.

## Vita privata
È sposato dal 1982 in seconde nozze con Silvana Pompili, ex attrice, nota come Silvana Panfili, sorella di Mirella Pamphili, a sua volta attrice. Ha due figli: Umberto (1990), ex calciatore (nel ruolo di portiere) ed ex-componente della formazione Primavera della Lazio, e Stefano, avvocato e titolare dello studio legale di famiglia.
Ha una stretta amicizia con Nitto Palma, magistrato e politico, sottosegretario all'interno e ministro della giustizia.